# Barbara Issakides
Barbara Fellinger, geborene Barbara Issakides (* 31. Mai 1914 in Wien; † 29. August 2011 ebenda) war eine österreichische Pianistin und Widerstandskämpferin.

## Ausbildung und Karriere
Barbara Issakides war Tochter eines Wiener Geschäftsmannes. Sie studierte von 1930 bis 1942 Klavier an der Wiener Musikakademie, wo sie Schülerin von Viktor Ebenstein, Emil Sauer und Friedrich Wührer war.
Als Pianistin war sie im Radio und bei Konzerten in Wien zu hören. Konzerttourneen führten sie nach Polen, Ungarn, England und in andere europäische Länder.
Bis etwa 1950 trat sie immer wieder öffentlich auf, u. a. mit den Wiener Philharmonikern im Großen Saal der Gesellschaft der Musikfreunde in Wien. Sie absolvierte ein Doktoratsstudium der Rechtswissenschaft an der Universität Wien.

## Widerstand
Barbara Issakides war mit dem Gersthofer Geistlichen Heinrich Maier bekannt, der wie sie den Nationalsozialismus ablehnte. Dieser stellte sie auch dem Generaldirektor der Semperit AG, Dr. Josef Messner vor. Es bildete sich in Gersthof, rund um Kaplan Heinrich Maier, recht bald eine kleine Widerstandsgruppe, die "Cassia" (auch: Gruppe Maier-Messner). Die Köpfe der "Cassia" wohnten allesamt rund um die Gersthofer Kirche. Mit Josef Messner verband sie nicht nur die Arbeit in der Widerstandsgruppe "Cassia", die es sich zur Aufgabe gemacht hatte, Informationen aus der Rüstungsindustrie an die Alliierten weiterzugeben. So sollte der Krieg mit gezielten Bombardements auf die Rüstungsfertigung verkürzt und die Anzahl der Opfer unter den Zivilisten vermindert werden. Für ihre Konzerte konnte sie, gemeinsam mit Messner als Semperitdirektor, auch im Österreich in der Zeit des Nationalsozialismus ins Ausland fahren. Auf diesen Reisen in die Schweiz Ende des Jahres 1942 überbrachten sie, dem aus Österreich emigrierten Rechtsanwalt Kurt Grimm, als Informant für den amerikanischen Geheimdienst Office of Strategic Services (OSS) detaillierte Informationen und auswendig gelernte Pläne/Fertigungszahlen/Informationen über die Rüstungsindustrie. Josef Joham (Creditanstalt) bestätigte Grimm die Zuverlässigkeit von Messner und Issakides. Bei einer weiteren Reise im März 1943 konnte sie mit Grimm bereits offen die Pläne und Ziele der Gruppe besprechen. Zum Jahresende 1943 reiste sie mit Messner in die Schweiz, wo Messner mit Grimm zusammentraf und ihm Informationen über Produktionsanlagen für Raketen (auch die V-1 und V-2 Raketenstation in Peenemünde) und dem synthetischen Gummi "Buna" übergab. Issakides und Messner trafen sogar mit Allen Dulles zusammen, dem Leiter des Berner OSS-Büros. Von da an stand die Widerstandsgruppe "Cassia" in kontinuierlichem, wenn auch unregelmäßigem Kontakt mit dem Geheimdienst.
Durch Verrat – vermutlich durch Doppelagenten im Informantenkreis des OSS und durch anonyme Briefe aus der Semperit AG an Reichsminister Albert Speer – flog die Gruppe auf und viele ihrer führenden Mitglieder wurden verhaftet. So auch Barbara Issakides, die am 31. März 1944 beim Versuch, einen Geldtransfer vom OSS zu übernehmen festgenommen wurde. Sie blieb über acht Monate in Haft und musste zahllose zermürbende Verhöre über sich ergehen lassen. Im Gegensatz zu Maier und anderen Mitgliedern der Widerstandsgruppe wurde sie jedoch nicht angeklagt. Maier, Messner, Caldonazzi und weitere Mitglieder Widerstandsgruppe wurden des Hochverrats angeklagt. Die Verhandlungen leitete der als "Blutrichter" bekannte Roland Freisler. Es wurden für fast alle Mitglieder der Gruppe Todesurteile ausgesprochen. Maier wurde am 22. März 1945 in Landesgericht hingerichtet, Messner wurde am 23. April 1945 in Mauthausen durch den Lagerkommandanten Franz Ziereis, knapp vor der Befreiung Mauthausens, mit Zyklon B vergast. Sie überlebte „magenkrank“ geschrieben im Gefängniskrankenhaus. Issakides überstand die Verhöre und die Gefangenschaft durch die Gestapo. Nach dem Krieg hat Barbara Issakides nie mehr über ihre Widerstandsarbeit gesprochen. Sie hat das Thema, wie selbst schrieb "verdrängt".

## Privates
Nach dem Krieg heiratete sie den bekannten Internisten Karl Fellinger. Nach dessen Tod rief Barbara Fellinger 2002 den gemeinnützigen Verein Fellinger-Krebsforschung ins Leben, dem sie auch einen Großteil ihres Vermögens vermachte.
Sie wurde am Döblinger Friedhof in einem ehrenhalber gewidmeten Grab bestattet.

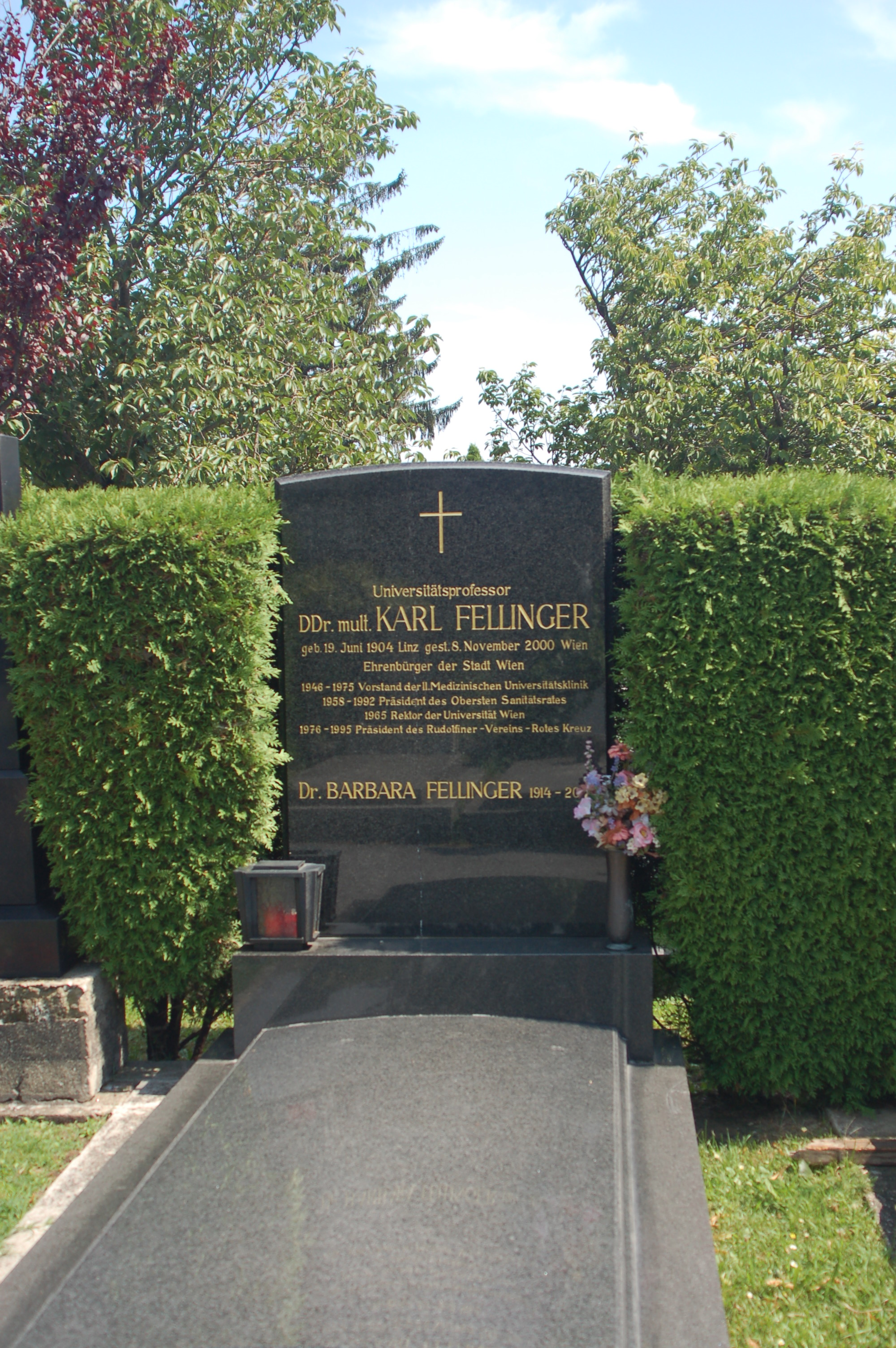
Grabstätte von Barbara Issakides

## Belege
1. ↑  Konzert - Musikverein Wien. In: musikverein.at. Abgerufen am 6. September 2023.
2. ↑  C. Turner: The CASSIA Spy Ring in World War II Austria: A History of the OSS's Maier-Messner Group. McFarland, Jefferson 2017, ISBN 978-1-4766-6969-4, S. 179 (eingeschränkte Vorschau in der Google-Buchsuche).
3. ↑  Historischer Hintergrund. In: Fellinger Krebsforschung. Abgerufen am 4. Februar 2019.
4. ↑  Barbara Fellinger in der Verstorbenensuche bei friedhoefewien.at

| Personendaten    | Personendaten                                      |
| ---------------- | -------------------------------------------------- |
| NAME             | Issakides, Barbara                                 |
| ALTERNATIVNAMEN  | Fellinger, Barbara (Ehename)                       |
| KURZBESCHREIBUNG | österreichische Pianistin und Widerstandskämpferin |
| GEBURTSDATUM     | 31. Mai 1914                                       |
| GEBURTSORT       | Wien                                               |
| STERBEDATUM      | 29. August 2011                                    |
| STERBEORT        | Wien                                               |